# Салијано (Козенца)
Салијано је насеље у Италији у округу Козенца, региону Калабрија.
Према процени из 2011. у насељу је живело 167 становника. Насеље се налази на надморској висини од 1021 м.